# Amt Donaueschingen
Das Amt Donaueschingen war in napoleonischer Zeit eine Verwaltungseinheit im Südosten des Großherzogtums Baden. Es bestand von 1807 bis 1810.

## Geschichte

### Historischer Hintergrund
Der in der Baar am Ursprung der Donau gelegene Marktflecken Donaueschingen war 1488 vom Haus Fürstenberg erworben worden. Anlässlich einer Erbteilung wählte es Ferdinand Friedrich 1653 als Residenzstadt, mit dem Tode Anton Egons 1716 wurden die Linien wieder vereinigt. 1723 verlegte Joseph Wilhelm Ernst seine Residenz vom Schloss Hohenlupfen bei Stühlingen nach Donaueschingen, dadurch wurde es Sitz des Gesamthauses.
Trotz des Bedeutungszuwachses wurde 1745 ein dort bestehendes Amt aufgelöst und mit dem Obervogteiamt Hüfingen zum Oberamt Hüfingen vereinigt, welches Donaueschingen, gemeinsam mit etlichen weiteren Orte, durch einen Oberamtmann verwaltete.

### In badischer Zeit
Mit der Rheinbundakte von 1806 wurde das Haus Fürstenberg mediatisiert, ihr Fürstentum Fürstenberg zum größten Teil der badischen Landeshoheit unterstellt. Dessen Regierung errichtete daher im Sommer 1807 das standesherrschaftliche Amt Donaueschingen, das sich, neben dem Hauptort, aus den Ortschaften Aufen, Kirchdorf, Wolterdingen, Thannheim sowie der explizit erwähnten Glashütte in Wolterdingen zusammensetzte. Im Rahmen der Verwaltungsstruktur des Landes wurde es der Provinz des Oberrheins, auch Badische Landgrafschaft genannt, zugeordnet.
Im Dezember 1807 wurde das Amt Donaueschingen dem landesherrschaftlichen Obervogteiamt Villingen unterstellt. In Umsetzung des Novemberedikts von 1809 wurde diese Konstellation Anfang 1810 aufgehoben, das Amt unterstand nun dem neu errichteten Donaukreis. Bereits Ende 1810 wurde das Amt Donaueschingen wieder aufgelöst und dem Amt Hüfingen eingegliedert.

## Weitere Entwicklung
Nachdem die Aufhebung der Patrimonialgerichtsbarkeit 1813 eine einheitliche Zuständigkeit der Ämter ermöglicht hatte, wurde Donaueschingen Sitz eines Bezirksamtes. Dieses Bezirksamt Donaueschingen hatte aber nur wenige Jahre Bestand. Erst das 1844 erneut errichtete Bezirksamt Donaueschingen blieb dauerhaft erhalten und wurde 1939 in den Landkreis Donaueschingen umgewandelt. Er wurde Anfang 1973 aufgelöst, dabei kamen Donaueschingen und Umgebung zum Schwarzwald-Baar-Kreis.